# Almere City Football Club 2009-2010
Questa voce raccoglie le informazioni riguardanti l'Almere City Football Club nelle competizioni ufficiali della stagione 2009-2010.

## Stagione
Questa fu l'ultima stagione in cui l'Almere City Football Club si chiamava Omniworld, infatti dal 2010-2011 il club cambio denominazione, che è quella che mantiene ancora adesso.
Il club in questa stagione non andò molto bene, arrivando 14º in Eerste Divisie con solamente 40 punti in 36 partite, per un totale di 11 vittorie, 7 pareggi e 18 sconfitte. La squadra segnò 40 gol e ne subì 65, per una differenza reti di -25.
In Coppa d'Olanda partì direttamente dal 2º turno, in quanto militante in Eerste Divisie, seconda serie del calcio olandese.
Ma anche in questa competizione arrivarono solo delusioni al club, con una sconfitta per 1-3 dopo i tempi supplementari contro l'Helmond Sport.

## Organigramma Societario
Area Direttiva:
- Presidente: Arie Van Ejiden

Area Tecnica:
- Allenatore: Henk Wisman
- Vice-allenatore: Ton Caanen
- Team Manager: Youssef Vo

## Rosa
| N. |                        | Ruolo | Calciatore              |
| -- | ---------------------- | ----- | ----------------------- |
| 1  | Paesi Bassi (bandiera) | P     | Edwin Friebel           |
| 2  | Paesi Bassi (bandiera) | D     | Mark Bevaart            |
| 3  | Paesi Bassi (bandiera) | D     | Renee Troost            |
| 4  | Paesi Bassi (bandiera) | D     | Wilco Krimp             |
| 5  | Paesi Bassi (bandiera) | D     | Touvarno Pinas          |
| 6  | Paesi Bassi (bandiera) | A     | Reginald Faria          |
| 7  | Paesi Bassi (bandiera) | C     | Richard Haklander       |
| 8  | Paesi Bassi (bandiera) | C     | Jerge Hoefdraad         |
| 9  | Turchia (bandiera)     | A     | Serdar Öztürk           |
| 10 | Paesi Bassi (bandiera) | C     | Sander Duits (capitano) |
| 11 | Marocco (bandiera)     | A     | Chakib Tayeb            |
| 12 | Paesi Bassi (bandiera) | C     | Kevin van Essen         |
| 13 | Paesi Bassi (bandiera) | C     | Richard van Heulen      |
| 14 | Paesi Bassi (bandiera) | A     | Mikhail Rosheuvel       |
| 15 | Paesi Bassi (bandiera) | C     | Mitchell Kappenberg     |

| N. |                        | Ruolo | Calciatore         |
| -- | ---------------------- | ----- | ------------------ |
| 16 | Paesi Bassi (bandiera) | D     | Cendrino Misidjan  |
| 17 | Paesi Bassi (bandiera) | D     | Donny Rijnink      |
| 18 | Belgio (bandiera)      | C     | Robbie Haemhouts   |
| 19 | Paesi Bassi (bandiera) | A     | Marvin Hasselbaink |
| 20 | Paesi Bassi (bandiera) | C     | Marien Willemsen   |
| 21 | Paesi Bassi (bandiera) | A     | Ridouan Tabaouni   |
| 22 | Paesi Bassi (bandiera) | P     | Kevin Rijnvis      |
| 23 | Paesi Bassi (bandiera) | D     | Edwin Dekkers      |
| 24 | Paesi Bassi (bandiera) | A     | Dion Malone        |
| 25 | Paesi Bassi (bandiera) | C     | Andy Simpe         |
| 26 | Paesi Bassi (bandiera) | A     | Miquel Welles      |
| 29 | Paesi Bassi (bandiera) | A     | Arsenio Snijders   |
| 30 | Paesi Bassi (bandiera) | P     | Nick Vervoort      |